# WASC
WASC (Wielodostępny Abonencki System Cyfrowy) – wdrażany w latach siedemdziesiątych na Politechnice Wrocławskiej program informatyzacji i budowy komputerowego systemu wielodostępnego. System powstał w 1973 r. Pracami kierował doc. M. Bazewicz, a całością opiekowali się: prof. W. Kasprzak oraz prof. Porębski. 
W ramach projektu wyróżniono budowę dwóch zasadniczych systemów wielodostępnych:
- średniego, którego podstawę stanowił komputer Odra 1305 oraz 33 końcówki abonenckie,
- małego, którego podstawę stanowił komputer Odra 1325 oraz 10 końcówek abonenckich.

W średnim systemie WASC dzięki zastosowaniu komputera Odra 1305 o większej mocy obliczeniowej i większej pamięci operacyjnej (128k słów), praca odbywała się pod nadzorem systemu operacyjnego zapewniającego szersze możliwości pracy wielodostępnej, tj. George 3 z MOP. W systemie małym, w którym zastosowano komputer o mniejszej mocy obliczeniowej Odra 1325, pamięć operacyjna 32k słów, korzystano z systemu MINIMOP. W obu systemach możliwa była praca konwersacyjna z językiem JEAN, a także z kompilatorami dla języków programowania takich jak FORTRAN, ALGOL i PLAN 3.
Program obejmował:
- prace badawcze
- prace projektowe
- prace wdrożeniowe
- działalność wydawniczą.

Istotną częścią programu była działalność wydawnicza prowadzona w postaci serii wydawniczej o nazwie Biblioteka WASC. Książki były wydawane przez Wydawnictwo Politechniki Wrocławskiej w postaci skryptów opatrzonych logiem Biblioteki WASC.